# Corsa (geslacht)
Corsa is een geslacht van vlinders van de familie spinneruilen (Erebidae), uit de onderfamilie Calpinae.

## Soorten
- C. atribasis Hampson, 1926
- C. cristata Prout, 1925
- C. lignicolora Walker, 1857
- C. molybdopasta Hampson, 1926
- C. nigrinotata Hampson, 1926